# アーサ米夏
アーサ米夏（アーサまいか、1996年2月18日 - ）は、日本の女子プロレスラー。

## 経歴
2016年
- 3月17日、上京。我闘雲舞に練習生として入団[1]。
- 3月23日、HOLIDAY新宿にて開催された鬼塚真紀主催イベントにてアーサとしてアイドルユニット「ガトームーブ」に加入。練習生と平行してアイドル活動も開始。
- 4月9日、我闘雲舞市ヶ谷大会での座談会後、5月1日発売の新曲の選抜メンバーを決めるじゃんけんに一人勝ちし、ソロデビューが決定する。
- 5月1日、我闘雲舞板橋大会よりソロCD「アーサの朝」発売。
- 5月3日、我闘雲舞市ヶ谷大会にて初エキシビション（対戦相手はさくらえみ）、時間切れドロー。
- 5月20日、我闘雲舞市ヶ谷大会にて同じく練習生の鬼塚真紀と共に後楽園ホール大会でのデビューが発表される[2]。
- 6月4日、我闘雲舞市ヶ谷大会にて里歩によりリングネームを「アーサ米夏」と命名される[3]。
- 6月22日、我闘雲舞後楽園ホール大会にて志田光戦でデビュー。善戦するも敗北[4][5]。
- 6月26日、市ヶ谷大会にて鬼塚真紀とのシングルマッチに勝利し、プロデビュー後初の白星を上げる[6]。
- 8月29日、書泉グランデで開催されたイベントにて、さくらえみとのユニット「おにぎりプロレス」の結成が発表。後にさくらが脱退し覆面アイドルアサッテ海苔香が加入。
- 8月31日、初の他団体参戦となるHEAT-UPに初参戦。我闘雲舞提供試合として、さくら＆「ことり」と組んで、志田＆鬼塚＆帯広さやか組と対戦。アーサが志田からフォールを奪われて敗れた[7]。

2017年
- 3月26日、大阪・平野区民ホール大会にて、真琴の保持するIWA三冠統一選手権王座に挑戦。関西凱旋及び初のシングル王座挑戦も真琴のブレイジングキックに敗れる。
- 5月5日、板橋大会にて「我闘雲舞vsスターダム特別試合」としてジャングル叫女と対戦、叫女のダイビングボディプレスに敗れる。
- 12月24日、急性腸炎により欠場。以降暫く欠場が続き、2018年1月31日に概日リズム睡眠障害との診察がなされた旨が発表され、以降加療のため活動休止となる。

2018年
- 9月、我闘雲舞卒業を発表。同年5月にコリン性蕁麻疹を発症、プロレスラーとしての活動が困難となったため、現在は実家へ帰省し療養している。

## 人物
- 2015年8月に行われた我闘雲舞の大阪大会が初めてのプロレス観戦[2]。
- 「すごく楽しかったのが忘れられず、一度きりの人生、面白いものにしたかった」と入団を決意[2]。

## 得意技
お米アタック
ボディアタック。「米！」と叫びながら両手両足を広げて米の字に見えるようにアタックするオリジナル技
トラクター
前転しないジャックナイフ固め